# Tárano
Tárano (en asturiano y oficialmente: Tárañu) es un lugar que pertenece a la parroquia de San Martín de Grazanes en el concejo de Cangas de Onís (Principado de Asturias). Se encuentra a 277 m s. n. m. y está situada a 12 km de la capital del concejo, la ciudad de Cangas de Onís. 

## Población
En 2020 contaba con una población de 29 habitantes (INE, 2020) repartidos en un total de 29 viviendas (INE, 2010).